# Покровский монастырь (Ардатов)
Арда́товский Покро́вский же́нский монасты́рь — бывший православный женский монастырь, находившийся в городе Ардатове Нижегородской губернии (ныне — рабочий посёлок Ардатов Нижегородской области). Основан в 1808 году как женская религиозная община. С 1861 года — женский общежительный монастырь 3-го класса. После 1917 года многократно «уплотнялся», пока в 1928 году не был окончательно закрыт. После закрытия здания бывшего монастыря использовалось как детская трудовая коммуна, детский дом, воспитательно-трудовая колония для несовершеннолетних. С 2011 года — Исправительная колония № 18 Главного управления Федеральной службы исполнения наказаний России по Нижегородской области. На начало XXI века практически все здания и сооружения бывшего монастыря утрачены.

## История

### Основание
Основательницей женской религиозной общины города Ардатова в Нижегородской губернии, со временем преобразованной в Покровский монастырь, считается мещанка Васса Дмитриевна Полюхова. Она никогда не была замужем и проживала в доставшемся ей в наследство от родителей бедном доме, стоявшем на правом берегу реки Лемети недалеко от Ардатова. Васса Дмитриевна родилась около 1750 года, была известна своей набожностью и вела уединённый образ жизни. В 1808 году Полюхова получила благословение от Серафима Саровского на открытие в Ардатове женской духовной общины, и скоро к ней присоединились ещё четыре женщины: Наталья Константиновна Полюхова, Анастасия Маркова и Васса Фёдорова с престарелой матерью Матроной. Духовное руководство общиной осуществляли Серафим Саровский и отец Иларион.
В 1810 году Полюхова при помощи своих сподвижниц и их родственников приобрела для общины дом в Ардатове на Темниковской улице (современная улица 1 Мая). При доме был участок земли в 243 квадратных сажени (около 1100 м2), и он располагался в пешей доступности от Знаменского собора. Дом стал именоваться богадельней. Со временем участие в деятельности богадельни начали принимать и другие женщины. У общины стали появляться свои реликвии. Согласно традиции, первой из них была икона «Неувядаемый Цвет», заказанная неким неизвестным человеком у иконописцев, работавших по поручению помещика Алексея Неофитовича Прокудина над украшением храма в селе Круглые Паны. Когда икона была готова, заказчик так и не пришёл за ней, и его личность осталась неизвестной. Другие люди, кому живописцы предлагали приобрести икону, не покупали её из-за чрезвычайно больших размеров, но Полюхова со своими товарками согласились купить икону за 6  рублей, после чего поместили её в пристроенной к дому трапезной. Второй реликвией было изготовленное Серафимом Саровским в юности деревянное резное распятие с предстоящими перед ним Богоридицей и Марией Магдалиной.
Община росла. Сёстры зарабатывали на жизнь изготовлением просфор, ткачеством и окраской сукна и холста, шитьём церковной и светской одежды, работой в саду и на огороде, в летнее время нанимались работать на полях окрестных жителей. Они обратились к городским властям с просьбой разрешить им поселиться вблизи бесприходной в тот момент Ильинской церкви, но получили отказ, поскольку в этой местности было запланировано создание городской площади. Тогда в 1819 году община приобрела смежные с участком по Темниковской улице зе́мли, что примерно удвоило их владения. На объединённом участке были построены новый деревянный корпус размером 9×5 сажен (примерно 19,5×11 метров), имевший шесть комнат в верхнем этаже и две —  в нижнем. Выкопали колодец глубиной 18 сажен (около 39 метров). В 1829 году богадельню посетил и благословил нижегородский епископ Афанасий. 21 ноября (3 декабря) 1823 года Васса Дмитриевна Полюхова скончалась. Новой управляющей стала Евдокия Андреевна Кежутина, но её духовным руководителем по-прежнему оставался Серафим Саровский. Община достигала к тому времени уже сорока человек.

### Восстановление
Несмотря на успешное развитие общины, Серафим Саровский настоятельно требовал от сестёр приобрести новый участок земли за городской чертой. Хотя у женщин не было лишних денег, они всё же согласились и купили в 1832 году пустырь к югу от тогдашних границ города. Как оказалось, не зря — 23 ноября (5 декабря) 1837 года в Ардатове случился страшный пожар, и город практически полностью выгорел — в относительной сохранности остались только семь каменных строений. Сгорели также все постройки женской общины по Темниковской улице. После пожара некоторые члены общины решили покинуть её и разойтись по домам, а оставшиеся не смогли получить от городских властей разрешение восстановить постройки на старом месте. Тогда они вместо этого начали строительство на приобретённом в 1832 году участке. В период с 1838 по 1844 год было построено 19 келий. Одновременно с этим был запущен процесс официального признания общины, которое произошло 9 (21) мая 1842 года по ходатайству нижегородского епископа Иоанна. После легализации общины ей понадобился официальный казначей, которым в 1844 году была избрана Иустина Андреевна Синицына (в монашестве — Серафима).
В том же году при организационной помощи и финансовой поддержке нижегородского купца (по другим данным — чиновника в чине титулярного советника) Дионисия Иосифовича Немцова было принято решение о строительстве каменного храма. 29 июня (11 июля) 1845 года был заложен первый камень. Храм строился из белого тёсаного известняка, который добывался в районе города Касимова, а затем доставлялся по реке Оке до Мурома, откуда строительный материал везли гужевыми подводами до Ардатова. Значительную часть финансирования взял на себя Немцов, но участвовали и другие благотворители — так, московский купец Степан Григорьевич Шапошников пожертвовал иконы и подсвечники, а бывший ардатовский почтмейстер Дмитрий Васильевич Васильев оплатил сооружение иконостаса. За два года был построен нижний этаж, после чего работы затормозилось из-за недостатка средств. Тем не менее нижний этаж недостроенного храма был освящён в 1847 году новым нижегородским епископом Иаковом в честь святого Димитрия Солунского и мученика Стефана Нового. Здание храма было окончено в 1852 году, и тогда же храм был освящён в честь Покрова Пресвятой Богородицы. В 1853 году к храму был пристроен придел трапезной, освящённой в честь Митрофания Воронежского, а в 1858 году — другой придел в честь Великомученицы Варвары. В 1852 году решением епископа Иеремии храм получил штат священнослужителей, так как до этого службы проводились приходским священником Ардатовской Знаменской церкви. В последующие годы происходило завершение внутреннего убранства и внешней отделки Покровского храма. Значительная часть этой деятельности шла за счёт различных благотворителей — таких, как московский купец Фёдор Никитич Самойлов, пожертвовавший ардатовкам колокол в 210 пудов 33 фунта весом (около 3,5 тонн) и оплатившего работу по завершению иконостаса. В 1860 году было окончено оформление храма, и Покровский собор был освящён архимандритом и благочинным монастырей Иоакимом.

### Развитие
1 (13) мая 1861 года Ардатовская Покровская община получила статус женского общежительного монастыря 3-го класса. В том же году монастырю были выделены располагавшиеся недалеко от него 75 десятин (около 82 гектаров) земли с лугами, пахотными землями и лесными угодьями. В последующие годы на территории монастыря на пожертвования преимущественно того же московского купца Самойлова была осуществлена постройка многочисленных зданий: с 1862 по 1866 годы — деревянного больничного корпуса с церковью Владимирской иконы Богоматери при нём; с 1871 по 1873 годы — двухэтажного каменного корпуса трапезной с кельями на верхнем этаже; в 1877 и в 1880 годах — ещё двух каменных двухэтажных келейных корпусов. Этих помещений было достаточно для проживания около 200 монахинь.
20 августа (1 сентября) 1867 года матушка Серафима (Синицына) была возведена в сан игуменьи. За последующие годы ею была приобретена для монастыря значительная земельная собственность, среди которой пахотные земли у села Дубовки и участок леса в 77 десятин 2000 сажен (около 85 гектаров) вблизи села Чуварлей-Майдан. Матушка Серафима оставалась на должности игуменьи до 1886 года, после чего попросила освободить от этой обязанности из-за слабого здоровья. Всего она руководила обителью на протяжении 43 лет: двадцать лет — в качестве казначеи, три года — в звании настоятельницы и двадцать лет — в сане игуменьи. К тому моменту в монастыре проживали 180 женщин.

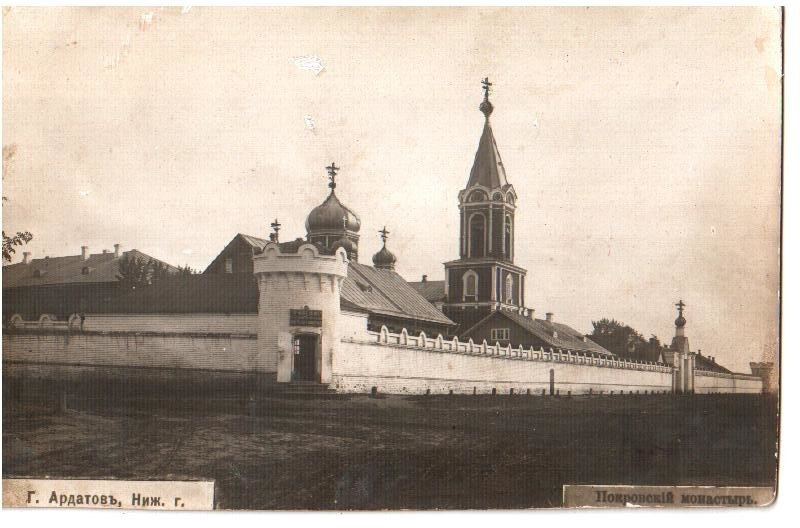
Ардатовский Покровский монастырь. Почтовая открытка начала XX века

С 14 (26) декабря 1886 года монастырь возглавила Мария Ивановна Провоторова — вдова московского купца, проживавшая в обители с 10 (22) августа 1873 года. В 1876 году Проворотова приняла монашество под именем Магдалины. За время её управления на территории монастыря были построены две каменные кельи, просфорня, молочная и каменный погреб. 14 (26) ноября 1898 года при монастыре была открыта церковно-приходская школа, в которой обучались 45 девочек, из них 12 сироток проживали при монастыре. Матушка Магдалина была определена попечительницей этой школы. 9 (22) января 1902 года игуменья Магдалина скончалась.
17 (30) марта 1902 года игуменьей Покровского монастыря стала Татьяна Николаевна Горюнова (в монашестве — матушка Тарасия). За время её управления монастырём количество каменных келий увеличилось с пяти до восьми, а число проживавших в монастыре женщин достигало 365 в 1905 году и 377 — в 1906 году. Вблизи монастыря было начато строительство каменной часовни в честь Серафима Саровского, но была ли она завершена, неизвестно (к концу 1906 года находилась в процессе строительства, более поздних данных нет). При монастыре была открыта мастерская, занимавшаяся иконописью и золочением. Церковно-приходская школа была преобразована из одноклассной в двухклассную.

### Преследования и закрытие
После Октябрьской революции 1917 года монастырь был преобразован в сельскохозяйственную артель. Первоначально ею продолжала руководить матушка Тарасия. В конце 1918 года два каменных здания на территории монастыря были реквизированы — в одном разместился комиссариат, в другом — караульная рота численностью в 250 человек. Сюда же, на территорию монастыря была переведена Ардатовская богадельня. В 1918 году многие из располагавшихся за пределами основной территории объекты монастырской недвижимости были реквизированы: дома по улице Прогонной (ныне — улица 30 лет ВЛКСМ; № 1, 3, 5, 7 и 9), Струнной (ныне — Пролетарская; № 11), Ново-Темниковской (ныне — Зуева; № 1 и 3) были заняты различными организациями или отданы под частные квартиры; ветряная мельница и дом при ней по улице Плантовой были заняты уездным продовольственным комитетом. 6 января 1919 года Ардатовский земельный отдел назначил на должность руководительницы сельхозартели Евдокию Степановну Шишину (в монашестве — матушка Еннафа). От сестёр потребовали подписать согласие на подобную реорганизацию — подписали 220 человек (из более 300). Ардатовский исполком, отвечая на присланную из Москвы анкету рапортовал 12 февраля 1919 года: «Ардатовский Покровский женский монастырь для полезных целей не использован, поселился трудовой элемент в пустующих общежительных монастырских корпусах. В одном корпусе помещена богадельня, в другом поместился военный комиссариат. Было до октябрьского переворота число монахинь 300 чел., в настоящее время состоит 117 чел. Культурные монастырские хозяйства […] сохранены»
В 1919 году Ардатовский уездный исполнительный комитет солдатских и крестьянских депутатов принял решение о создании на территории монастыря солдатского клуба. Монахини подали жалобу в вышестоящую инстанцию — Нижегородский губернский исполнительный комитет, который встал на их сторону, постановив, что «помещение клуба в монастыре является кощунством, недопустимым в Советской республике» и потребовал перевода клуба в другое место. Однако местная власть не только не выполнила решение вышестоящей инстанции, но и обвинила ту «в мягкотелости». Клуб остался на территории монастыря. В начале 1920 года архиепископ Нижегородский и Арзамасский Евдоким обратился к Нижегородскому губисполкому с ходатайством о сохранении монастыря, и тот принял в марте решение о том, что Ардатовский монастырь «полной ликвидации не подлежит, хозяйство его остаётся в распоряжении монахинь». Несмотря на это, 29 марта 1920 года военное руководство потребовало от монахинь «потесниться», поскольку в зданиях монастыря должны были разместить ещё 1500 красноармейцев. Сёстры подчинились. Неизвестно, прибыло ли столько военных в Ардатов, но ещё несколько зданий монастыря оказались конфискованы.

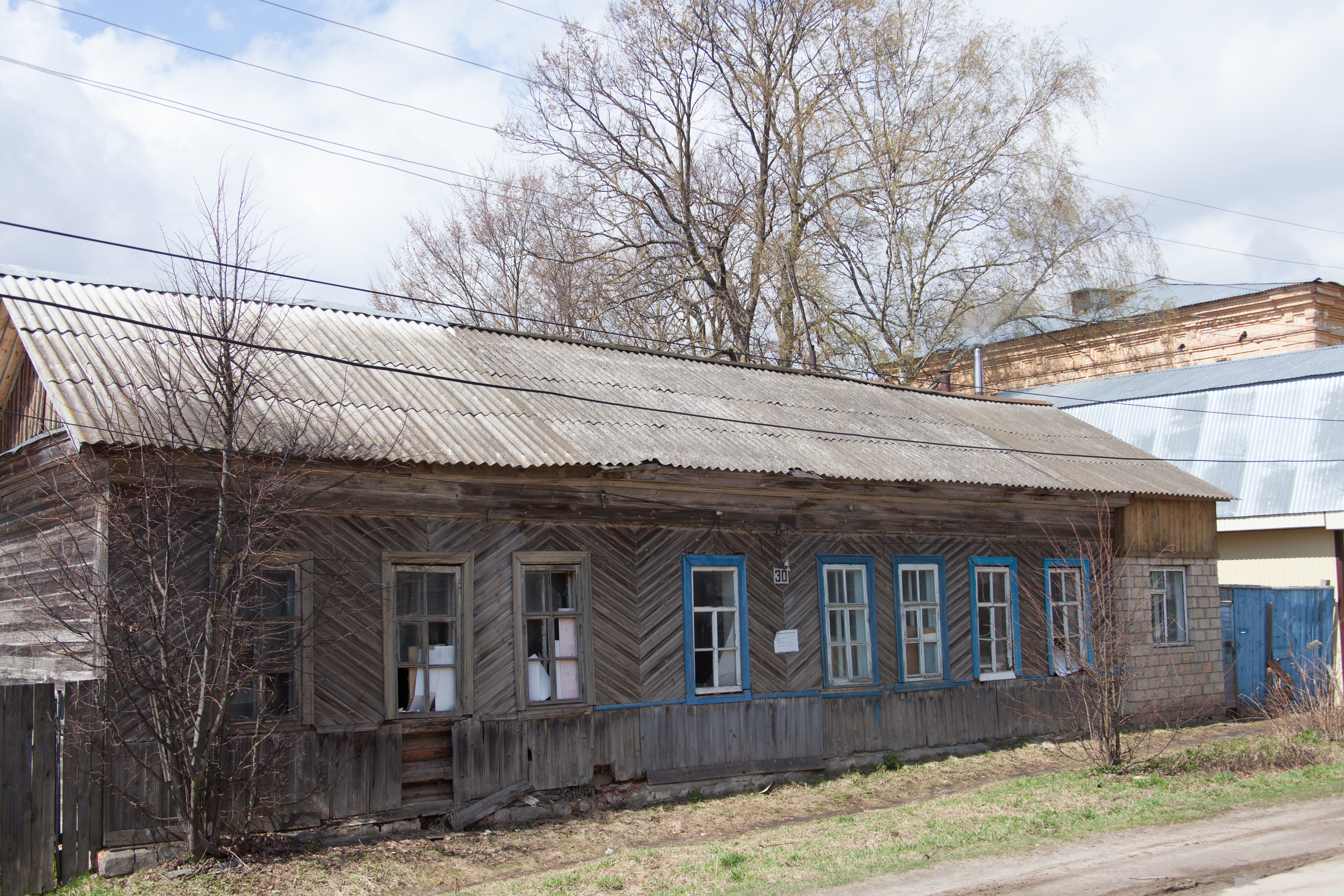
Бывшая монастырская гостиница — единственное долго сохранявшееся и доступное здание монастыря. Снесено в 2023 году. Фото 2021 года

21 января 1921 года, несмотря на сопротивление монахинь, вся церковная утварь и иконы были вынесены из Покровского храма «для переноса в другой храм». Церковное здание был конфисковано для размещения в нём клуба всеобуча. В июле 1921 года монастырь был преобразован в Покровскую кустарную трудовую артель. 9 марта 1922 года оставшиеся здания и имущество монастыря были переданы в бесплатное пользование монашеской общине. 25 июня 1928 года постановлением Арзамасского уездного исполкома храмы монастыря были закрыты. Постановлением того же исполкома Ардатовский монастырь был включён в список «фактически прекративших существование монастырей», на основании чего он был ликвидирован.

### После закрытия
С 1929 по 1939 годы территория и помещения монастыря были отданы под размещение детской трудовой коммуны, действовавшей по методике колонии Макаренко. В 1931 году был взорван Покровский собор. С 1939 по 1943 годы помещения ликвидированного монастыря были отданы для размещения в них Ардатовского детского дома. С 1943 по 2011 годы на территории монастыря размещалась воспитательно-трудовая колония для несовершеннолетних. С 2011 года территорию бывшего монастыря занимает женская исправительная колония общего режима (официально — Исправительная колония № 18 Главного управления Федеральной службы исполнения наказаний России по Нижегородской области).
В 1992 году на территории колонии была открыта молельная комната, а в декабре 2008 года освящена вновь выстроенная церковь Покрова Пресвятой Богородицы.

## Описание монастыря

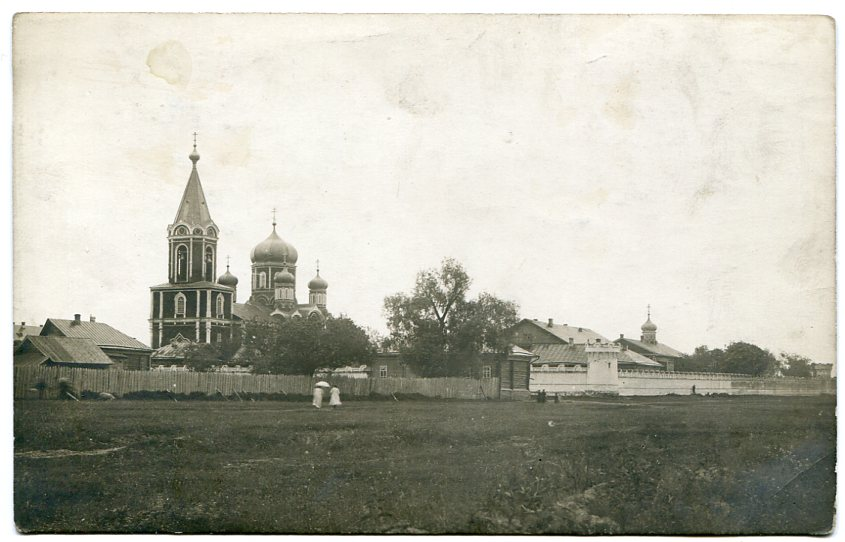
Ардатовский Покровский монастырь. Фото начала XX века

Согласно описаний 1905 и 1909 годов, здание монастыря было окружено каменной стеной высотой 5 аршин (около 3,5 метров) с четырьмя башнями по углам. В стене имелись двое ворот. На территории монастыря находились три церкви:
- пятиглавый собор во имя Покрова Пресвятой Богородицы с колокольней;
- храм в честь святого Димитрия Солунского и преподобного мученика Стефано Нового;
- храм при больничном корпусе в честь Владимирской иконы Богоматери.

Помимо этого, из построек имелись симметрично расположенные каменные двухэтажные корпуса и деревянные хозяйственные постройки.
За советское время были разрушены практически все здания монастыря — в 1931 году был взорван Покровский собор, остальные сооружения обветшали и со временем были снесены. До XXI века сохранились лишь один полуразрушенный келейный корпус и расположенная в непосредственной близости, но всё же вне стен монастыря бывшая монастырская гостиница, которая также была снесена в 2023 году.

## Известные насельники
- А. Ф. Петрова (матушка Афанасия; ум. 1854) — согласно традиции, провидица, в течение 40 лет прикованная к постели[1].
- С 1851 по 1861 (по другим данным — 1857[33]) годы в Покровском монастыре жил Антоний Муромский — старец, постриженик Саровской пустыни[1][34].
- Монахиня Мария (Матрона)[35].